# Sulfato de amónio
Sulfato de amónio, (NH4)2SO4, é um composto inorgânico usado como fertilizante. Contém 21% ponderal de azoto sob a forma de iões de amónio e 24% de enxofre sob a forma de iões de sulfato. O sulfato de amónio ocorre naturalmente como um mineral raro, a mascanhite em fumarolas vulcânicas e em reultado da queima de carvão.
O sulfato de amônio é preparado por reação da amônia com o ácido sulfúrico pela reação
2 NH3 + H2SO4 → (NH4)2SO4

O sulfato de amônio é um fertilizante típico à base de nitrogênio, solúvel em água e de ação rápida, para diversos solos e culturas. É amplamente utilizado como fertilizante artificial para solos alcalinos. No solo, o íon amônio é liberado e forma uma pequena quantidade de ácido, diminuindo o equilíbrio do pH do solo, ao mesmo tempo que contribui com nitrogênio essencial para o crescimento das plantas.

Usado como fundente, retardante de fogo na indústria de tecidos têxteis, como agente de salga, agentes reguladores de pressão osmótica na medicina. Utilizado como matéria-prima de peróxido de hidrogênio, cloreto de amônio, alúmen de amônio e produção na indústria química, como fundente na indústria de soldagem.